# Zanthoxylum molle
Zanthoxylum molle là một loài thực vật có hoa trong họ Cửu lý hương. Loài này được Rehder miêu tả khoa học đầu tiên năm 1927.